# Campeonato Mundial de Ciclismo en Pista de 2005
El CII Campeonato Mundial de Ciclismo en Pista se celebró en Los Ángeles (Estados Unidos) entre el 24 y el 27 de marzo de 2005 bajo la organización de la Unión Ciclista Internacional (UCI) y la organización USA Cycling.
Las competiciones se realizaron en el velódromo ADT Event Center de la ciudad californiana. En total se disputaron 15 pruebas, 9 masculinas y 6 femeninas.

## Medallistas

### Masculino
| Evento                          | Oro                                                                                         | Plata                                                                              | Bronce                                                                             |
| ------------------------------- | ------------------------------------------------------------------------------------------- | ---------------------------------------------------------------------------------- | ---------------------------------------------------------------------------------- |
| Velocidad individual (27.03)    | René Wolff · Alemania                                                                       | Mickaël Bourgain Francia                                                           | Jobie Dajka Australia                                                              |
| Velocidad por equipos (24.03)   | Reino Unido Chris Hoy Jason Queally Jamie Staff 44,379                                      | Países Bajos · Theo Bos · Teun Mulder · Tim Veldt · 44,713                         | Alemania · Matthias John · Stefan Nimke · René Wolff · 44,790                      |
| Persecución individual (25.03)  | Robert Bartko · Alemania · 4:27,732                                                         | Sergi Escobar Roure · España · 4:29,930                                            | Levi Heimans · Países Bajos · 4:30,707                                             |
| Persecución por equipos (26.03) | Reino Unido Stephen Cummings Robert Hayles Paul Manning Chris Newton Edward Clancy 4:05,619 | Países Bajos · Levi Heimans · Jens Mouris · Peter Schep · Niki Terpstra · 4:09,971 | Australia Matthew Goss Ashley Hutchinson Mark Jamieson Stephen Wooldridge 4:07,717 |
| 1 km contrarreloj (25.03)       | Theo Bos · Países Bajos · 1:01,165                                                          | Jason Queally Reino Unido 1:01,230                                                 | Chris Hoy Reino Unido 1:02,262                                                     |
| Carrera por puntos (24.03)      | Volodymyr Rybin · Ucrania · 38 pts.                                                         | Ioannis Tamuridis · Grecia · 36 pts.                                               | Joan Llaneras Roselló · España · 34 pts.                                           |
| Scratch (26.03)                 | Alex Rasmussen Dinamarca                                                                    | Gregory Henderson Nueva Zelanda                                                    | Matthew Gilmore · Bélgica                                                          |
| Keirin (25.03)                  | Teun Mulder · Países Bajos                                                                  | Barry Forde Barbados                                                               | Shane Kelly Australia                                                              |
| Madison (27.03)                 | Mark Cavendish Robert Hayles Reino Unido 0 pts.                                             | Robert Slippens · Danny Stam · Países Bajos · 22 (-1) pts.                         | Matthew Gilmore · Iljo Keisse · Bélgica · 20 (-1) pts.                             |

### Femenino
| Evento                         | Oro                                        | Plata                              | Bronce                                   |
| ------------------------------ | ------------------------------------------ | ---------------------------------- | ---------------------------------------- |
| Velocidad individual (26.03)   | Victoria Pendleton Reino Unido             | Tamila Abasova · Rusia             | Anna Meares Australia                    |
| Persecución individual (26.03) | Katie Mactier Australia 3:38,720           | Katherine Bates Australia 3:42,848 | Karin Thürig · Suiza · 3:45,490          |
| 500 m contrarreloj (24.03)     | Natalia Tsylinskaya · Bielorrusia · 34,738 | Anna Meares Australia 34,752       | Yvonne Hijgenaar · Países Bajos · 34,928 |
| Carrera por puntos (25.03)     | Vera Carrara · Italia · 31 pts.            | Olga Sliusareva · Rusia · 29 pts.  | Katherine Bates Australia 21 pts.        |
| Scratch (27.03)                | Olga Sliusareva · Rusia                    | Katherine Bates Australia          | Liudmyla Vypyrailo · Ucrania             |
| Keirin (27.03)                 | Clara Sanchez Francia                      | Elisa Frisoni · Italia             | Yvonne Hijgenaar · Países Bajos          |

## Medallero
| Núm. | País          | Oro | Plata | Bronce | Total |
| ---- | ------------- | --- | ----- | ------ | ----- |
| 1    | Reino Unido   | 4   | 1     | 1      | 6     |
| 2    | Países Bajos  | 2   | 3     | 3      | 8     |
| 3    | Alemania      | 2   | 0     | 1      | 3     |
| 4    | Australia     | 1   | 3     | 5      | 9     |
| 5    | Rusia         | 1   | 2     | 0      | 3     |
| 6    | Francia       | 1   | 1     | 0      | 2     |
| 6    | Italia        | 1   | 1     | 0      | 2     |
| 8    | Ucrania       | 1   | 0     | 1      | 2     |
| 9    | Bielorrusia   | 1   | 0     | 0      | 1     |
| 9    | Dinamarca     | 1   | 0     | 0      | 1     |
| 11   | España        | 0   | 1     | 1      | 2     |
| 12   | Barbados      | 0   | 1     | 0      | 1     |
| 12   | Grecia        | 0   | 1     | 0      | 1     |
| 12   | Nueva Zelanda | 0   | 1     | 0      | 1     |
| 15   | Bélgica       | 0   | 0     | 2      | 2     |
| 16   | Suiza         | 0   | 0     | 1      | 1     |
|      | TOTAL         | 15  | 15    | 15     | 45    |